# ديردري جوردن
ديردري جوردن (بالإنجليزية: Deirdre Frances Jordan)‏ هي أكاديمية أسترالية، ولدت في 18 سبتمبر 1926.